# 五月潤子
五月 潤子（さつき じゅんこ、1907年12月10日 - 没年不明）は、日本の女優である。本名曾我 冬子（そが ふゆこ）。

## 人物・来歴
1907年（明治40年）12月10日、東京府東京市芝区（現在の東京都港区芝）に生まれる。旧制・尋常小学校在籍時から、日本舞踊の藤間政弥に師事する。
1932年（昭和7年）7月、満26歳で日活太秦撮影所時代劇部に入社、辻吉朗監督のサイレント映画『江戸染草鞋』で主演の海江田譲二の相手役に抜擢されて映画界にデビューする。時代はサイレント映画最末期であり、翌1933年（昭和8年）には、監督・伊藤大輔、主演・大河内傳次郎にとってのトーキー第1作『丹下左膳 第一篇』にお登勢役で出演している。
1934年（昭和9年）には同撮影所が日活京都撮影所と改称、引き続き所属した。1935年（昭和10年）には、稲垣浩が監督し、山中貞雄と荒井良平が応援監督し、大河内傳次郎が主演した『大菩薩峠 第一篇 甲源一刀流の巻』に山岡屋お滝役で出演している。1936年（昭和11年）以降、悪役俳優から喜劇俳優に転向した高勢実乗と鳥羽陽之助のコンビが主演する時代劇コメディに多く出演するようになる。
1937年（昭和12年）、ゼー・オースタヂオ（のちの東宝映画京都撮影所）に大河内傳次郎、黒川弥太郎らとともに移籍、4作に出演するが、翌1938年（昭和13年）に同社を退社し、映画界を去った。以降の消息は不明である。

## フィルモグラフィ
すべて出演作である。

### 日活太秦撮影所
- 『江戸染草鞋』 : 監督辻吉朗、主演海江田譲二、1932年
- 『娘十六』 : 監督大谷俊夫、撮影碧川道夫、主演深水藤子、1933年 - 役・大尉夫人
- 『男才兵衛一生旅』 : 監督清瀬英次郎、原作長谷川伸、主演杉山昌三九、1933年 - 役・姐芸者小繁
- 『恋知る頃』 : 監督倉田文人、原作・脚色小林正、撮影碧川道夫、主演瀧口新太郎、1933年
- 『丹下左膳 第一篇』 : 監督・脚色伊藤大輔、原作林不忘、主演大河内傳次郎、1933年 - 役・お登勢
- 『さくら音頭』 : 監督渡辺邦男、監督・録音マキノ正博、撮影碧川道夫、共演市川春代、1934年 - 主演
- 『子供バンザイ』 : 監督大谷俊夫、原作・脚色八田尚之、主演関時男、1934年 - 役・一平の女房みつ子
- 『定九郎小僧』 : 監督久見田喬次（久見田喬二）、原作子母沢寛、脚本比佐芳武、主演杉山昌三九、1934年4月19日公開 - 役・女房お栄

### 日活京都撮影所
- 『忠臣蔵 刃傷篇 復讐篇』 : 監督伊藤大輔、原作・脚色・応援監督伊丹万作、応援監督尾崎純、主演大河内傳次郎、1934年5月17日公開 - 役・矢場の女 お俊
- 『雨の佐太郎船』 : 監督池田富保、原作川口松太郎、主演沢田清、1934年 - 役・相政女将お吉
- 『へり下りの利七』 : 監督尾崎純、原作白井喬二、脚本山中貞雄、主演雲井竜之介、1934年8月8日公開  - 役・玉屋お内儀
- 『唄祭三度笠』 : 監督・脚色伊藤大輔、原作子母沢寛、撮影碧川道夫、主演大河内傳次郎、1934年 - 役・お常
- 『お艶殺し』 : 監督辻吉朗、原作谷崎潤一郎、主演黒田記代、1934年 - 役・清次の妾・お市
- 『半次ざんげ録』 : 監督尾崎純、原作子母沢寛、主演藤川三之祐、日活、1934年 - 役・後妻お駒
- 『国定忠次』 : 監督・原作山中貞雄、脚本三村伸太郎、撮影安本淳、主演大河内傳次郎、1935年 - 役・駆け落ちの女
- 『武士道うらおもて』 : 監督・脚色八森重芳、原作海音寺潮五郎、主演市川正二郎、1935年
- 『お洒落旗本』 : 監督辻吉郎、主演澤村國太郎、1935年 - 役・おりき
- 『清水次郎長』 : 監督・脚色池田富保、原作滝川紅葉、主演河原崎長十郎、太秦発声映画、1935年 - 役・おぬい
- 『さむらひ鴉』 : 監督池田富保、原作子母沢寛、脚本滝川紅葉、主演黒川弥太郎、日活 / 太秦発声映画、1935年 - 役・お種（滝造の妹）
- 『新版やくざ草紙 逃げ水の弥三』 : 監督久見田喬二、原作子母沢寛、主演沢田清、1935年 - 役・母静子（真柄後妻）
- 『追分三五郎』 : 監督辻吉朗、主演黒川弥太郎、日活 / 太秦発声映画、1935年
- 『大菩薩峠 第一篇 甲源一刀流の巻』 : 監督・脚本稲垣浩、応援監督山中貞雄 / 荒井良平、原作中里介山、脚本三村伸太郎 / 武田寅男、主演大河内傳次郎、1935年11月15日公開 - 役・山岡屋お滝
- 『弥太五郎翼』 : 監督尾崎純、原作長谷川伸、主演尾上菊太郎、1936年 - 役・女房お源
- 『大菩薩峠 鈴鹿山の巻 壬生島原の巻』 : 監督・脚本稲垣浩、脚本三村伸太郎、原作中里介山、主演大河内傳次郎、1936年 - 役・山岡屋お滝
- 『馬追ひ人生 上州篇』 : 監督・原作・脚色池田富保、主演黒川弥太郎、太秦発声映画、1936年 - 役・後妻お国
- 『手柄の銀次』 : 監督・脚色尾崎純、原作野村胡堂、主演尾上菊太郎、1936年 - 役・女中お仙
- 『一刀流指南』 : 監督石橋清一、原作・脚色稲垣浩、撮影宮川一夫、主演鳥羽陽之助・高勢実乗、1936年
- 『お祭り佐七』 : 監督池田富保、主演尾上菊太郎、1936年 - 役・桔梗屋女将おしま
- 『栗山大膳』 : 監督・脚本池田富保、原作・構成三村伸太郎、主演大河内傳次郎、1936年11月12日公開 - 役・岩橋の局
- 『極楽花嫁塾』 : 監督尾形十三男、撮影宮川一夫、主演高勢実乗、1936年 - 役・女房お軽
- 『白井権八』 : 監督菅沼完二、主演尾上菊太郎、1936年
- 『極楽武勇伝』 : 監督久見田喬二、原作伊勢野重任、主演高勢実乗・鳥羽陽之助、1936年
- 『あばれ獅子』 : 監督石橋清一、応援監督・脚色稲垣浩、主演黒川弥太郎、日活太秦撮影所、1937年
- 『お千代年ごろ』 : 監督菅沼完二、撮影宮川一夫、主演高勢実乗・鳥羽陽之助、1937年

### ゼー・オースタヂオ
- 『宮本武蔵 風の巻』 : 監督石橋清一、原作吉川英治、主演黒川弥太郎、1937年 - 役・お甲
- 『南国太平記』 : 監督並木鏡太郎、原作直木三十五、脚色三村伸太郎、主演大河内傳次郎、1937年8月11日公開 - 役・お由羅
- 『権三と助十』 : 監督・脚色伊丹万作、原作岡本綺堂、主演鳥羽陽之助、1937年
- 『東海美女伝』 : 監督石田民三、原作村松梢風、主演黒川弥太郎、1937年 - 役・築山御前（家康愛妾）

## 註
1. 1 2 3 4 5 6 7  『日本映画俳優全集・女優編』、キネマ旬報社、1980年、p.333.
2. 1 2 3  Junko Satsuki, Internet Movie Database （英語）, 2010年7月20日閲覧。
3. 1 2 3 4 5 6 7 8 9  五月潤子、日本映画データベース、2010年7月20日閲覧。
4. ↑  フィルム・コレクションに見るNFCの40年 - 丹下左膳 第1篇、東京国立近代美術館フィルムセンター、2010年7月20日閲覧。